# Palme d'Or
Palme d'Or (engleză: Golden Palm) este cel mai mare premiu acordat  filmelor în competiție la Festivalul de Film de la Cannes. A fost introdus în 1955 de către comitetul de organizare al festivalului. De la 1939 la 1954, premiul cel mare a fost Grand Prix du Festival International du Film. Din 1964 - 1974 a fost înlocuit din nou de Grand Prix du Festival.

## Istorie

Blazonul orașului Cannes cu o frunză de palmier de argint

La sfârșitul anului 1954, festivalul a decis să prezinte anual un premiu, intitulat "Marele Premiu al Festivalului Internațional de Film", cu un design nou în fiecare an realizat de un artist contemporan. Consiliul de administrație al festivalului a invitat mai mulți bijutieri să prezinte proiecte pentru un premiu în formă de o frunză de palmier, ca un tribut adus stemei orașului Cannes. Proiectul ales a fost cel al bijutierului Lucienne Lazon.
Premiul ales a primit numele de "Palme d'Or" și în 1955, primul Palme d'Or a fost acordat americanului Delbert Mann pentru filmul Marty. Din 1964 până în 1974, Festivalul a reluat temporar denumirea premiului de "Marele Premiu al Festivalului Internațional de Film". În 1975, premiul Palme d'Or a fost reintrodus și a rămas simbolul Festivalului de Film de la Cannes, acordat în fiecare an regizorului filmului câștigător. În anul 2007, Palme d'Or a fost acordat regizorului român Cristian Mungiu pentru 4 luni, 3 săptămâni și 2 zile.
De-a lungul timpului au existat câteva modificări minore în designul premiului. În 2017, Palme d'Or a fost încrustat cu 167 de diamante de  0,694 carate, pentru a marca cea de-a 70-a aniversare a festivalului.
Din anul 1983, festivalul este găzduit de noul Palat al Festivalurilor și Congreselor, realizat de arhitecții Bennett și Druet. Acesta ocupă o suprafață de 25.000 de metri pătrați, fiind considerabil mărit față de versiunea sa anterioară, construită în 1949. 

## Premii

### Cel mai bun film
| An                                                    | Film                                                                     | Titlul original                                                          | Regizor(i)                                                               | Naționalitatea regizorului *                                             |
| "Marele Premiu al Festivalului Internațional de Film" | "Marele Premiu al Festivalului Internațional de Film"                    | "Marele Premiu al Festivalului Internațional de Film"                    | "Marele Premiu al Festivalului Internațional de Film"                    | "Marele Premiu al Festivalului Internațional de Film"                    |
| ----------------------------------------------------- | ------------------------------------------------------------------------ | ------------------------------------------------------------------------ | ------------------------------------------------------------------------ | ------------------------------------------------------------------------ |
| 1939 ‡                                                | Union Pacific                                                            | Union Pacific                                                            | Cecil B. DeMille                                                         | Statele Unite                                                            |
| 1940–1945                                             | Nici un premiu în timpul celui de-Al Doilea Război Mondial.              | Nici un premiu în timpul celui de-Al Doilea Război Mondial.              | Nici un premiu în timpul celui de-Al Doilea Război Mondial.              | Nici un premiu în timpul celui de-Al Doilea Război Mondial.              |
| 1946                                                  | Cotitura cea mare                                                        | Velikij perelom / Великий перелом                                        | Fridrikh Ermler                                                          | Uniunea Sovietică                                                        |
| 1946                                                  | Bărbați fără aripi                                                       | Muži bez křídel                                                          | František Čáp                                                            | Cehoslovacia                                                             |
| 1946                                                  | Ultima șansă                                                             | Die Letzte Chance                                                        | Leopold Lindtberg                                                        | Elveția                                                                  |
| 1946                                                  | Torment                                                                  | Hets                                                                     | Alf Sjöberg                                                              | Suedia                                                                   |
| 1946                                                  | María Candelaria                                                         | María Candelaria                                                         | Emilio Fernández                                                         | Mexic                                                                    |
| 1946                                                  | Roma, oraș deschis                                                       | Roma, città aperta                                                       | Roberto Rossellini                                                       | Italia                                                                   |
| 1946                                                  | Neecha Nagar                                                             | Nīcā nagar / नीचा नगर                                                      | Chetan Anand                                                             | India                                                                    |
| 1946                                                  | Scurtă întâlnire                                                         | Brief Encounter                                                          | David Lean                                                               | UK                                                                       |
| 1946                                                  | Simfonia pastorală                                                       | La symphonie pastorale                                                   | Jean Delannoy                                                            | Franța                                                                   |
| 1946                                                  | Un weekend pierdut                                                       | The Lost Weekend                                                         | Billy Wilder                                                             | Statele Unite                                                            |
| 1946                                                  | Pământ însângerat                                                        | De røde enge                                                             | Bodil Ipsen și Lau Lauritzen, Jr.                                        | Danemarca                                                                |
| 1947                                                  | Cuibul îndrăgostiților                                                   | Antoine et Antoinette                                                    | Jacques Becker                                                           | Franța                                                                   |
| 1947                                                  | Foc încrucișat                                                           | Crossfire                                                                | Edward Dmytryk                                                           | SUA                                                                      |
| 1947                                                  | Blestemații                                                              | Les Maudits                                                              | René Clément                                                             | Franța                                                                   |
| 1947                                                  | Dumbo                                                                    | Dumbo                                                                    | Ben Sharpsteen                                                           | SUA                                                                      |
| 1947                                                  | Ziegfeld Follies                                                         | Ziegfeld Follies                                                         | Vincente Minnelli                                                        | SUA                                                                      |
| 1948                                                  | Nu s-a organizat din motive financiare.                                  | Nu s-a organizat din motive financiare.                                  | Nu s-a organizat din motive financiare.                                  | Nu s-a organizat din motive financiare.                                  |
| 1949                                                  | Al treilea om                                                            | The Third Man                                                            | Carol Reed                                                               | UK                                                                       |
| 1951                                                  | Domnișoara Iulia                                                         | Fröken Julie                                                             | Alf Sjöberg                                                              | Suedia                                                                   |
| 1951                                                  | Miracol la Milano                                                        | Miracolo a Milano                                                        | Vittorio De Sica                                                         | Italia                                                                   |
| 1952                                                  | The Tragedy of Othello: The Moor of Venice                               | The Tragedy of Othello: The Moor of Venice                               | Orson Welles                                                             | Statele Unite                                                            |
| 1952                                                  | De doi bani speranță                                                     | Due soldi di speranza                                                    | Renato Castellani                                                        | Italia                                                                   |
| 1953                                                  | Salariul groazei                                                         | Le salaire de la peur                                                    | Henri-Georges Clouzot                                                    | Franța                                                                   |
| 1954                                                  | Jigokumon                                                                | Jigokumon / 地獄門                                                       | Teinosuke Kinugasa                                                       | Japonia                                                                  |
| "Palme d'Or"                                          |                                                                          |                                                                          |                                                                          |                                                                          |
| 1955                                                  | Marty §                                                                  | Marty §                                                                  | Delbert Mann                                                             | Statele Unite                                                            |
| 1956                                                  | Lumea tăcerii                                                            | Le monde du silence                                                      | Jacques Cousteau și Louis Malle                                          | Franța                                                                   |
| 1957                                                  | Friendly Persuasion                                                      | Friendly Persuasion                                                      | William Wyler                                                            | Statele Unite                                                            |
| 1958                                                  | Zboară cocorii                                                           | Letyat zhuravli / Летят журавли                                          | Mihail Kalatozov                                                         | Uniunea Sovietică                                                        |
| 1959                                                  | Orfeu Negru §                                                            | Orfeu Negro                                                              | Marcel Camus                                                             | Franța                                                                   |
| 1960                                                  | La Dolce Vita §                                                          | La dolce vita                                                            | Federico Fellini                                                         | Italia                                                                   |
| 1961                                                  | Absență îndelungată §                                                    | Une aussi longue absence                                                 | Henri Colpi                                                              | Franța                                                                   |
| 1961                                                  | Viridiana §                                                              | Viridiana §                                                              | Luis Buñuel                                                              | Mexic                                                                    |
| 1962                                                  | Cuvântul dat §                                                           | O Pagador de Promessas                                                   | Anselmo Duarte                                                           | Brazilia                                                                 |
| 1963                                                  | Ghepardul §                                                              | Il gattopardo                                                            | Luchino Visconti                                                         | Italia                                                                   |
| "Marele Premiu al Festivalului Internațional de Film" |                                                                          |                                                                          |                                                                          |                                                                          |
| 1964                                                  | Umbrelele din Cherbourg                                                  | Les parapluies de Cherbourg                                              | Jacques Demy                                                             | Franța                                                                   |
| 1965                                                  | The Knack …and How to Get It                                             | The Knack …and How to Get It                                             | Richard Lester                                                           | UK                                                                       |
| 1966                                                  | Un bărbat și o femeie                                                    | Un homme et une femme                                                    | Claude Lelouch                                                           | Franța                                                                   |
| 1966                                                  | Signore e signori                                                        | Signore e signori                                                        | Pietro Germi                                                             | Italia                                                                   |
| 1967                                                  | Blowup                                                                   | Blowup                                                                   | Michelangelo Antonioni                                                   | Italia                                                                   |
| 1968                                                  | Fără premii în acest an din cauza Evenimentelor din Mai 1968 din Franța. | Fără premii în acest an din cauza Evenimentelor din Mai 1968 din Franța. | Fără premii în acest an din cauza Evenimentelor din Mai 1968 din Franța. | Fără premii în acest an din cauza Evenimentelor din Mai 1968 din Franța. |
| 1969                                                  | If....                                                                   | If....                                                                   | Lindsay Anderson                                                         | UK                                                                       |
| 1970                                                  | MASH                                                                     | MASH                                                                     | Robert Altman                                                            | Statele Unite                                                            |
| 1971                                                  | Mesagerul                                                                | Go-Between                                                               | Joseph Losey                                                             | UK                                                                       |
| 1972                                                  | Clasa muncitoare merge în paradis §                                      | La classe operaia va in paradiso                                         | Elio Petri                                                               | Italia                                                                   |
| 1972                                                  | Cazul Mattei §                                                           | Il caso Mattei                                                           | Francesco Rosi                                                           | Italia                                                                   |
| 1973                                                  | The Hireling                                                             | The Hireling                                                             | Alan Bridges                                                             | UK                                                                       |
| 1973                                                  | Sperietoarea                                                             | Scarecrow                                                                | Jerry Schatzberg                                                         | Statele Unite                                                            |
| 1974                                                  | Conversația                                                              | The Conversation                                                         | Francis Ford Coppola                                                     | Statele Unite                                                            |
| "Palme d'Or"                                          |                                                                          |                                                                          |                                                                          |                                                                          |
| 1975                                                  | Cronica anilor de jar                                                    | Chronique des années de braise                                           | Mohammed Lakhdar-Hamina                                                  | Algeria                                                                  |
| 1976                                                  | Taxi Driver                                                              | Taxi Driver                                                              | Martin Scorsese                                                          | Statele Unite                                                            |
| 1977                                                  | Padre Padrone                                                            | Padre Padrone                                                            | Paolo și Vittorio Taviani                                                | Italia                                                                   |
| 1978                                                  | The Tree of Wooden Clogs §                                               | L'albero degli zoccoli                                                   | Ermanno Olmi                                                             | Italia                                                                   |
| 1979                                                  | Apocalipsul acum                                                         | Apocalypse Now                                                           | Francis Ford Coppola                                                     | Statele Unite                                                            |
| 1979                                                  | Toba de tinichea                                                         | Die Blechtrommel                                                         | Volker Schlöndorff                                                       | Germania de Vest                                                         |
| 1980                                                  | All That Jazz                                                            | All That Jazz                                                            | Bob Fosse                                                                | Statele Unite                                                            |
| 1980                                                  | Kagemusha                                                                | Kagemusha / 影武者                                                       | Akira Kurosawa                                                           | Japonia                                                                  |
| 1981                                                  | Omul de fier                                                             | Człowiek z żelaza                                                        | Andrzej Wajda                                                            | Polonia                                                                  |
| 1982                                                  | Missing §                                                                | Missing §                                                                | Costa-Gavras                                                             | Grecia                                                                   |
| 1982                                                  | The Way §                                                                | Yol                                                                      | Yılmaz Güney and Șerif Gören                                             | Turcia                                                                   |
| 1983                                                  | The Ballad of Narayama                                                   | Narayama bushikō / 楢山節考                                              | Shohei Imamura                                                           | Japonia                                                                  |
| 1984                                                  | Paris, Texas §                                                           | Paris, Texas §                                                           | Wim Wenders                                                              | Germania de Vest                                                         |
| 1985                                                  | Tata în călătorie de afaceri §                                           | Otats na službenom putu / Отац на службеном путу                         | Emir Kusturica                                                           | Iugoslavia                                                               |
| 1986                                                  | Misiunea                                                                 | The Mission                                                              | Roland Joffé                                                             | UK                                                                       |
| 1987                                                  | Under the Sun of Satan §                                                 | Sous le soleil de Satan                                                  | Maurice Pialat                                                           | Franța                                                                   |
| 1988                                                  | Pelle Cuceritorul                                                        | Pelle erobreren                                                          | Bille August                                                             | Danemarca                                                                |
| 1989                                                  | Sex, Lies, and Videotape                                                 | Sex, Lies, and Videotape                                                 | Steven Soderbergh                                                        | Statele Unite                                                            |
| 1990                                                  | Wild at Heart                                                            | Wild at Heart                                                            | David Lynch                                                              | Statele Unite                                                            |
| 1991                                                  | Barton Fink §                                                            | Barton Fink §                                                            | Coen brothers                                                            | Statele Unite                                                            |
| 1992                                                  | The Best Intentions                                                      | Den goda viljan                                                          | Bille August                                                             | Danemarca                                                                |
| 1993                                                  | Farewell My Concubine                                                    | Bàwáng bié jī / 霸王別姬                                                 | Chen Kaige                                                               | China                                                                    |
| 1993                                                  | The Piano                                                                | The Piano                                                                | Jane Campion                                                             | Noua Zeelandă                                                            |
| 1994                                                  | Pulp Fiction                                                             | Pulp Fiction                                                             | Quentin Tarantino                                                        | Statele Unite                                                            |
| 1995                                                  | Underground                                                              | Podzemlje / Подземље                                                     | Emir Kusturica                                                           | Serbia și Muntenegru                                                     |
| 1996                                                  | Secrets & Lies                                                           | Secrets & Lies                                                           | Mike Leigh                                                               | UK                                                                       |
| 1997                                                  | Taste of Cherry                                                          | Ta'm-e gīlās / طعم گيلاس                                                 | Abbas Kiarostami                                                         | Iran                                                                     |
| 1997                                                  | The Eel                                                                  | Unagi / うなぎ                                                           | Shohei Imamura                                                           | Japonia                                                                  |
| 1998                                                  | Eternity and a Day §                                                     | Mia aio̱nióti̱ta kai mia méra / Μια αιωνιότητα και μια μέρα                | Theodoros Angelopoulos                                                   | Grecia                                                                   |
| 1999                                                  | Rosetta §                                                                | Rosetta §                                                                | Jean-Pierre Dardenne and Luc Dardenne                                    | Belgia                                                                   |
| 2000                                                  | Dancer in the Dark                                                       | Dancer in the Dark                                                       | Lars von Trier                                                           | Danemarca                                                                |
| 2001                                                  | The Son's Room                                                           | La stanza del figlio                                                     | Nanni Moretti                                                            | Italia                                                                   |
| 2002                                                  | Pianistul                                                                | Pianista                                                                 | Roman Polanski                                                           | France, Polonia                                                          |
| 2003                                                  | Elephant                                                                 | Elephant                                                                 | Gus Van Sant                                                             | Statele Unite                                                            |
| 2004                                                  | Fahrenheit 9/11                                                          | Fahrenheit 9/11                                                          | Michael Moore                                                            | Statele Unite                                                            |
| 2005                                                  | The Child                                                                | L'enfant                                                                 | Jean-Pierre Dardenne and Luc Dardenne                                    | Belgia                                                                   |
| 2006                                                  | The Wind That Shakes the Barley §                                        | The Wind That Shakes the Barley §                                        | Ken Loach                                                                | UK                                                                       |
| 2007                                                  | 4 luni, 3 săptămâni și 2 zile                                            | 4 luni, 3 săptămâni și 2 zile                                            | Cristian Mungiu                                                          | România                                                                  |
| 2008                                                  | The Class §                                                              | Entre les murs                                                           | Laurent Cantet                                                           | Franța                                                                   |
| 2009                                                  | Panglica albă – Istoria unor copii gemani                                | Das weiße Band, Eine deutsche Kindergeschichte                           | Michael Haneke                                                           | Austria                                                                  |
| 2010                                                  | Uncle Boonmee Who Can Recall His Past Lives                              | Lung Bunmi Raluek Chat / ลุงบุญมีระลึกชาติ                                    | Apichatpong Weerasethakul                                                | Thailanda                                                                |
| 2011                                                  | The Tree of Life                                                         | The Tree of Life                                                         | Terrence Malick                                                          | Statele Unite                                                            |
| 2012                                                  | Amour                                                                    | Amour                                                                    | Michael Haneke                                                           | Austria                                                                  |
| 2013                                                  | Blue Is the Warmest Colour §                                             | La Vie d'Adèle: Chapitres 1 et 2                                         | Abdellatif Kechiche                                                      | Franța, Tunisia                                                          |
| 2014                                                  | Hibernare                                                                | Kıș Uykusu                                                               | Nuri Bilge Ceylan                                                        | Turcia                                                                   |
| 2015                                                  | Dheepan                                                                  | Dheepan                                                                  | Jacques Audiard                                                          | Franța                                                                   |
| 2016                                                  | I, Daniel Blake                                                          | I, Daniel Blake                                                          | Ken Loach                                                                | UK                                                                       |
| 2017                                                  | The Square                                                               | The Square                                                               | Ruben Östlund                                                            | Suedia                                                                   |
| 2018                                                  | Shoplifters                                                              | 万引き家族 / Manbiki kazoku                                              | Hirokazu Kore-eda                                                        | Japonia                                                                  |
| 2019                                                  | Parasite §                                                               | 기생충 / Gisaengchung                                                    | Bong Joon-ho                                                             | Coreea de Sud                                                            |
| 2020                                                  | Nu s-a desfășurat din cauza pandemiei de COVID-19                        | Nu s-a desfășurat din cauza pandemiei de COVID-19                        | Nu s-a desfășurat din cauza pandemiei de COVID-19                        | Nu s-a desfășurat din cauza pandemiei de COVID-19                        |
| 2021                                                  | Titane                                                                   |                                                                          | Julia Ducournau                                                          | Franța                                                                   |
| 2022                                                  | Triunghiul tristeții                                                     | Triangle of Sadness                                                      | Ruben Östlund                                                            | Suedia                                                                   |
| 2023                                                  | Anatomia unei prăbușiri                                                  | Anatomie d'une chute                                                     | Justine Triet                                                            | Franța                                                                   |
| 2024                                                  | Anora                                                                    | Anora                                                                    | Sean Baker                                                               | Statele Unite                                                            |

* Naționalitatea regizorului la momentul lansării filmului.

§ Denotă o victorie unanimă
‡ Palme d'Or pentru Union Pacific a fost acordat retrospectiv la festivalul din 2002. Debutul festivalului urma să aibă loc în 1939, dar a fost anulat din cauza celui de-Al Doilea Război Mondial. Organizatorii festivalului din 2002 au prezentat o parte din selecția inițială din 1939 unui juriu profesional format din șase membri. Filmele au fost: Goodbye Mr. Chips, La Piste du Nord, Lenin in 1918, The Four Feathers, The Wizard of Oz, Union Pacific și Boefje.

### Premii onorifice
| An         | Premiant                                                | Activitate                                              | Țară                                                    |
| ---------- | ------------------------------------------------------- | ------------------------------------------------------- | ------------------------------------------------------- |
| 2011       | Bernardo Bertolucci                                     | regie și scenariu                                       | Italia                                                  |
| 2012– 2014 | Nu s-au acordat premii                                  | Nu s-au acordat premii                                  | Nu s-au acordat premii                                  |
| 2015       | Agnès Varda                                             | regie, scenariu, actorie                                | Franța                                                  |
| 2016       | Jean-Pierre Léaud                                       | actor                                                   | Franța                                                  |
| 2017       | Jeffrey Katzenberg                                      | producător                                              | Statele Unite ale Americii                              |
| 2019       | Alain Delon                                             | actor                                                   | Franța                                                  |
| 2020       | Pandemia de COVID-19 a împiedecat ținerea festivalului. | Pandemia de COVID-19 a împiedecat ținerea festivalului. | Pandemia de COVID-19 a împiedecat ținerea festivalului. |
| 2021       | Marco Bellocchio                                        | regie, scenariu                                         | Italia                                                  |
| 2021       | Jodie Foster                                            | actorie, regie, producție                               | Statele Unite ale Americii                              |
| 2022       | Forest Whitaker                                         | actorie, producție , regie                              | Statele Unite ale Americii                              |
| 2022       | Tom Cruise                                              | actor, producător de film                               | Statele Unite ale Americii                              |